# Kozly (Ústí nad Labem)
Kozly é uma comuna checa localizada na região de Ústí nad Labem, distrito de Louny.